# Cmentarz Bożego Ciała w Poznaniu
Cmentarz Bożego Ciała – zabytkowa poznańska nekropolia przy ulicy Bluszczowej 14 na Wildzie, na osiedlu administracyjnym Wilda, założona w roku 1912. 

## Historia
Jest cmentarzem parafialnym Parafii Bożego Ciała (z siedzibą w kościele Bożego Ciała na ul. Strzeleckiej). Pierwotnie cmentarz o kształcie prostokąta rozciągał się na obszarze 6,5 ha. Założono go w 1911, a jego projekt wykonał Kazimierz Karłowski przy współpracy z Kazimierzem Skąpskim. Wybór oraz rozmieszczenie roślinności zostało zaprojektowane przez Annę Karłowską. Poświęcenie nastąpiło 1 września 1912. Główna brama wjazdowa, kostnica, dom ogrodnika oraz wozownia zostały zaprojektowane przez Kazimierza Rucińskiego. Neobarokowy cokół z piaskowca, na którym stanął krzyż fundacyjny, wykonał rzeźbiarz Władysław Rudy. W 1932 roku cmentarz został powiększony od wschodu o 2,1 ha. W latach 1968–2001 zamknięto go dla celów grzebalnych. W 2001, dzięki staraniom lokalnego proboszcza – ks. Wojciecha Maćkowiaka, został ponownie otwarty, ale wymagał znaczących renowacji po okresie zamknięcia i dewastacji.

## Pochowani na cmentarzu
Na cmentarzu spoczywa wielu zasłużonych mieszkańców Poznania, w tym przedstawiciele zasłużonych rodzin z Dębca oraz Wildy. Jest jednym z piękniejszych cmentarzy parkowych Wielkopolski, który – paradoksalnie – dzięki dekretowi lokalnych władz komunistycznych o zakazie grzebania, zachował unikatowy charakter nekropolii poznańskiej pierwszej połowy dwudziestego wieku. Cechą charakterystyczną jest to, iż na przeważającej części nagrobków widnieją tradycyjne nazwiska wielkopolskie oraz nazwiska Bambrów poznańskich.

## Przyroda
Na cmentarzu występuje 218 gatunków flory naczyniowej.